# Poggiodomo
Poggiodomo és un comune (municipi) de la província de Perusa, a la regió italiana d'Úmbria, situat uns 80 km al sud-est de Perusa.
L'1 de gener de 2018 tenia 102 habitants.
Poggiodomo limita amb els municipis de Cascia, Cerreto di Spoleto, Monteleone di Spoleto, Sant'Anatolia di Narco i Vallo di Nera.

## Evolució demogràfica[2]
| Gràfica d'evolució de Poggiodomo entre 1861 i                                     |
|                                                                                   |
| Font: Istituto Nazionale di Statistica (ISTAT) - Elaboració gràfica de Viquipèdia |